# ريويتشي دوغاكو
ريويتشي دوغاكو (باليابانية: 堂柿 龍一) (8 يناير 1988 في أوساكا في اليابان – )؛ هو لاعب كرة قدم ياباني سابق كان يلعب كلاعب وسط.

## وصلات خارجية
- ريويتشي دوغاكو على موقع رابطة كرة القدم اليابانية للمحترفين (اليابانية)
- ريويتشي دوغاكو على موقع عالم كرة القدم.نت (الإنجليزية)